# Ricard Font i Hereu
Ricard Font i Hereu (la Seu d'Urgell, 1971) és un advocat català, secretari general del Departament de la Vicepresidència i de Polítiques Digitals i Territori des de juny de 2021. Ha estat president de Ferrocarrils de la Generalitat de Catalunya (FGC) des del juliol de 2018 fins al seu canvi al Departament.
És llicenciat en ciències jurídiques per la Universitat de Girona (1997); màster en Gestió i Administració de Societats i Cooperatives realitzat a la Universitat de Girona (1999); màster en Dret del Territori, Urbanisme i el Medi Ambient, realitzat a la Universitat Pompeu Fabra (2004); postgrau en Direcció Urbanística, Universitat Autònoma de Barcelona (2001); i postgrau en Dret Urbanístic, per la Universitat Pompeu Fabra (2002).
Afiliat el 1992 a la Joventut Nacionalista de Catalunya, va ser membre del seu comitè executiu nacional entre 1996 i 2002.
En la seva trajectòria professional ha exercit d’advocat i ha treballat a l'Administració de la Generalitat com a cap del Gabinet del Conseller de Política Territorial d'Obres Públiques a la demarcació de Girona (1998-1999) i com a cap del Gabinet del Conseller a Girona i cap de Relacions Institucionals de Política Territorial i Obres Públiques (1999-2001). El 2011 va ser nomenat director general de Transports i Mobilitat i el 2013 secretari d'Infraestructures i Mobilitat del Departament de Territori i Sostenibilitat de la Generalitat de Catalunya. Dins del mateix àmbit, ha estat membre de la Comissió d'Urbanisme de Girona.
Ha sigut president d'Infraestructures Ferroviàries de Catalunya (2015-2019), d'Infraestructures de la Generalitat de Catalunya (2015-16), d'Aeroports de Catalunya (2013-18), de Ports de la Generalitat (2013-18), de la Fundació Rego (2011-18), del Comitè de Desenvolupament de Rutes Aèries de Barcelona (2013-18), del Consorci del Port de Mataró (2011-18), vicepresident del Patronat de la Fundació Centre d’Estudis del Transport de la Mediterrània Occidental (CETMO) (2013-18) i membre del Consell d’Administració del Port de Barcelona (2017-18), de Centrals i Infraestructures per a la Mobilitat i les Activitats Logístiques (2011-18), de Barcelona Sagrera Alta Velocitat (2011-18), de l'Institut Català del Sòl (2013-18), del Consorci per a la reforma de la Gran Via de l’Hospitalet de Llobregat (2013-18) i del Consell Rector de l’Institut Cartogràfic i Geològic de Catalunya (2013-18).
Des del 2018, Ricard Font és president dels Ferrocarrils de la Generalitat de Catalunya (FGC). També és president d’Autometro SA; de Cargometro Rail Transport, SA i de Vallter, SA. És membre del Consell d’Administració de l’Autoritat del Transport Metropolità (ATM) de Barcelona, del Consell d’Administració de Transports Metropolitans de Barcelona (TMB) i del Consell d’Administració de Trambaix i Trambesòs.